# Lợi thế cạnh tranh
Trong kinh doanh, lợi thế cạnh tranh là thuộc tính cho phép tổ chức vượt trội hơn so với các đối thủ cạnh tranh. Lợi thế cạnh tranh có thể bao gồm khả năng tiếp cận các nguồn tài nguyên, như quặng chất lượng cao hoặc nguồn điện giá rẻ, lao động có trình độ cao, vị trí địa lý thuận lợi, rào cản gia nhập ngành lớn, khả năng tiếp cận với công nghệ mới và thông tin độc quyền.

## Tổng quan
Thuật ngữ lợi thế cạnh tranh đề cập đến khả năng đạt được những thành tựu ở cấp độ cao hơn những người khác trong cùng ngành hoặc thị trường thông qua các khả năng và nguồn lực (Christensen và Fahey 1984, Kay 1994, Porter 1980 được trích dẫn bởi Chacarbaghi và Lynch 1999, trang 45). Việc nghiên cứu lợi thế này đã thu hút sự quan tâm nghiên cứu do các vấn đề đương đại liên quan đến mức độ hoạt động vượt trội của các công ty trong thị trường cạnh tranh ngày nay. “Một công ty được cho là có lợi thế cạnh tranh khi nó đang thực hiện một chiến lược tạo ra giá trị mà không được thực hiện đồng thời bởi bất kỳ đối thủ hiện tại hoặc tiềm năng nào” (Barney 1991 trích dẫn bởi Clulow et al.2003, trang 221). 
Chiến lược cạnh tranh được định nghĩa là kế hoạch dài hạn của một công ty cụ thể nhằm đạt được lợi thế cạnh tranh so với các đối thủ trong ngành. Nó nhằm mục đích tạo ra vị thế trong một ngành và tạo ra ROI (lợi tức đầu tư) vượt trội.
Michael Porter cho rằng có hai cách mà một tổ chức có thể đạt được lợi thế cạnh tranh so với các đối thủ của mình: lợi thế chi phí và lợi thế khác biệt. Lợi thế về chi phí là khi một doanh nghiệp cung cấp các sản phẩm và dịch vụ tương tự như các đối thủ cạnh tranh với chi phí thấp hơn. Lợi thế khác biệt hóa là khi một doanh nghiệp cung cấp sản phẩm và dịch vụ tốt hơn đối thủ cạnh tranh của mình. Theo quan điểm của Porter, quản lý chiến lược cần quan tâm đến việc xây dựng và duy trì lợi thế cạnh tranh. 

## Ba chiến lược cạnh tranh phổ quát
Michael Porter, một giáo sư tại Harvard, đã viết một cuốn sách vào năm 1985, trong đó xác định ba chiến lược mà các doanh nghiệp có thể sử dụng để cạnh tranh. Những cách tiếp cận này có thể được áp dụng cho tất cả các doanh nghiệp cho dù họ là doanh nghiệp dựa trên sản phẩm hay dựa trên dịch vụ. Ông gọi những cách tiếp cận này là những chiến lược phổ quát. Chúng bao gồm dẫn đầu về chi phí, khác biệt hóa và tập trung. Những chiến lược này đã được tạo ra để cải thiện và đạt được lợi thế cạnh tranh so với các đối thủ cạnh tranh. 

### Chiến lược dẫn đầu về chi phí
Khả năng dẫn đầu về chi phí là khả năng sản xuất một sản phẩm hoặc dịch vụ với chi phí thấp hơn so với các đối thủ cạnh tranh khác. Nếu doanh nghiệp có thể sản xuất cùng một loại sản phẩm có chất lượng nhưng bán với giá thấp hơn, điều này mang lại cho họ lợi thế cạnh tranh so với các doanh nghiệp khác. Người dẫn đầu về chi phí có thể đặt giá thấp hơn các đối thủ cạnh tranh mà vẫn thu được lợi nhuận bằng các đối thủ. Nếu các công ty trong ngành đặt giá tương tự cho các sản phẩm của mình thì người dẫn đầu về chi phí có thu được lợi nhuận cao hơn vì chi phí của nó thấp hơn Nếu các doanh nghiệp không tạo ra lợi nhuận đủ lớn, Porter khuyến nghị nên tìm một cơ sở có chi phí như lao động, nguyên vật liệu và cơ sở vật chất thấp hơn. Điều này mang lại cho doanh nghiệp chi phí sản xuất thấp hơn so với chi phí sản xuất của các đối thủ cạnh tranh khác. Công ty có thể gia tăng giá trị cho khách hàng thông qua việc chuyển nhượng lợi ích chi phí cho họ.

### Chiến lược khác biệt
Lợi thế khác biệt đạt được khi sản phẩm hoặc dịch vụ của doanh nghiệp khác với đối thủ cạnh tranh. Trong cuốn sách của mình, Michael Porter khuyến nghị làm cho những hàng hóa hoặc dịch vụ đó trở nên hấp dẫn để nổi bật so với các đối thủ cạnh tranh của họ. Doanh nghiệp sẽ cần có sự nghiên cứu, phát triển và tư duy thiết kế mạnh mẽ để tạo ra những ý tưởng sáng tạo. Những cải tiến này có thể bao gồm việc cung cấp hàng hóa hoặc dịch vụ  chất lượng cao cho khách hàng. Nếu khách hàng thấy một sản phẩm hoặc dịch vụ là khác biệt so với các sản phẩm khác, người tiêu dùng sẵn sàng trả nhiều tiền hơn để nhận được những lợi ích này. 

### Chiến lược tập trung hay trọng tâm hóa
Chiến lược tập trung lý tưởng là cố gắng khiến các doanh nghiệp nhắm đến một vài thị trường mục tiêu hơn là cố gắng nhắm mục tiêu tất cả mọi người. Chiến lược này thường được sử dụng cho các doanh nghiệp nhỏ vì họ có thể không có đủ nguồn lực hoặc khả năng để nhắm mục tiêu tất cả mọi người. Các doanh nghiệp sử dụng phương pháp này thường tập trung vào nhu cầu của khách hàng và cách sản phẩm hoặc dịch vụ của họ có thể cải thiện cuộc sống hàng ngày của họ. Trong phương pháp này, một số công ty thậm chí có thể để người tiêu dùng cung cấp đầu vào cho sản phẩm hoặc dịch vụ của họ. 
Chiến lược này cũng có thể được gọi là chiến lược phân đoạn, bao gồm phân đoạn địa lý, nhân khẩu học, hành vi và theo tâm lý học. Bằng cách thu hẹp thị trường xuống các phân khúc nhỏ hơn, các doanh nghiệp có thể đáp ứng nhu cầu của người tiêu dùng. Porter tin rằng một khi các doanh nghiệp đã quyết định họ sẽ nhắm mục tiêu vào nhóm nào, thì điều cần thiết là phải quyết định xem họ sẽ áp dụng phương pháp dẫn đầu về chi phí hay phương pháp khác biệt hóa. Chiến lược tập trung sẽ không làm cho một doanh nghiệp thành công. Porter cho rằng rằng điều quan trọng là không sử dụng cả 3 chiến lược phổ quát vì có khả năng cao là các công ty sẽ không đạt được chiến lược nào thay vì đạt được thành công. Điều này có thể được gọi là "tiến thoái lưỡng nan", và doanh nghiệp sẽ không thể có lợi thế cạnh tranh. 
Khi doanh nghiệp có thể tìm thấy sự cân bằng hoàn hảo giữa giá cả và chất lượng, điều đó thường dẫn đến một sản phẩm hoặc dịch vụ thành công. Một sản phẩm hoặc dịch vụ phải cung cấp giá trị thông qua giá cả hoặc chất lượng để đảm bảo doanh nghiệp thành công trên thị trường. Để thành công, nó sẽ không đủ khi chỉ là "tốt như" một doanh nghiệp khác. Thành công đến với những công ty có thể cung cấp sản phẩm hoặc dịch vụ theo cách khác biệt và dựa trên nhu cầu và mong muốn của khách hàng. Quyết định về giá cả và chất lượng phù hợp phụ thuộc vào hình ảnh thương hiệu của doanh nghiệp và những gì họ hy vọng đạt được liên quan đến đối thủ cạnh tranh của họ.